# Markus Münch (lekkoatleta)
Markus Münch (ur. 13 czerwca 1986 w Hamburgu) – niemiecki lekkoatleta, specjalizujący się w rzucie dyskiem, olimpijczyk z Londynu 2012.
Markus Münch 31 grudnia 2017 roku w wieku 31 lat ogłosił zakończenie kariery sportowej.

## Osiągnięcia
| Rok  | Turniej                             | Miasto       | Konkurencja  | Miejsce         | Wynik   |
| ---- | ----------------------------------- | ------------ | ------------ | --------------- | ------- |
| 2007 | Młodzieżowe mistrzostwa Europy      | Debreczyn    | Rzut dyskiem | 13. miejsce (q) | 53.52 m |
| 2009 | Zimowy Puchar Europy w rzutach      | Los Realejos | Rzut dyskiem | 2. miejsce      | 64.90 m |
| 2009 | Uniwersjada 2009                    | Belgrad      | Rzut dyskiem | 3. miejsce      | 63.76 m |
| 2009 | Mistrzostwa świata                  | Berlin       | Rzut dyskiem | 20. miejsce (q) | 60.55 m |
| 2010 | Zimowy Puchar Europy w rzutach      | Arles        | Rzut dyskiem | 1. miejsce      | 65.37 m |
| 2010 | Mistrzostwa Europy                  | Barcelona    | Rzut dyskiem | 24. miejsce (q) | 58.81 m |
| 2011 | Mistrzostwa świata                  | Taegu        | Rzut dyskiem | 26. miejsce     | 60.80 m |
| 2012 | Mistrzostwa Europy                  | Helsinki     | Rzut dyskiem | 8. miejsce      | 61.25 m |
| 2012 | Igrzyska olimpijskie                | Londyn       | Rzut dyskiem | 30. miejsce     | 59.95 m |
| 2015 | Światowe wojskowe igrzyska sportowe | Mungyeong    | Rzut dyskiem | 6. miejsce      | 59.55 m |